# 朱季堄
楚憲王朱季堄（1413年—1443年），明朝第三代楚王，莊王朱孟烷的庶第一子。他在宣德三年（1428年）三月受封武陵王，後於正統五年（1440年）晉封楚王。他在位三年。正統八年（1443年）朱季堄去世，無子，一年後其弟朱季埱就嗣位。著有《毓秀軒集》。

## 家庭

### 父
- 楚莊王朱孟烷

### 兄弟
- 庶二弟：楚康王朱季埱
- 庶三弟：東安恭定王朱季塛
- 庶四弟：大冶悼僖王朱季堧

### 妻
- 傅氏，楚府典簿傅凤女，正统三年（1438年）冊為武陵王妃[2]，正统五年（1440年）冊為楚王妃，成化二十二年（1486年）薨[3]